# Mrkonjić Grad (kommun)
Kommunen Mrkonjić Grad (serbiska: Opština Mrkonjić Grad, kyrillisk skrift: Општина Мркоњић Град) är en kommun i Serbiska republiken i västra Bosnien och Hercegovina. Kommunen hade 16 671 invånare vid folkräkningen år 2013, på en yta av 669,73 km².
Av kommunens befolkning är 96,27 % serber, 2,25 % bosniaker och 0,95 % kroater (2013).